# Константин Павлович
Великият княз Константи́н Па́влович Рома́нов е вторият син на руския император Павел I и принцеса София Доротея Вюртембергска. Той е брат на императорите Александър I и Николай I и е внук на императрица Екатерина Велика. В продължение на 16 дни (9 – 25 декември 1825 г.) официалните държавни органи в Москва и Петербург признават Константин за император и самодържец всерусийски Константин I, длъжност, която Константин фактически никога не изпълнява, тъй като официално се отказва да наследи руския престол още приживе на император Александър I.

## Ранни години
Константин Павлович е роден на 27 април 1779 в Царское село. Малко след раждането си той е отделен от родителите си по нареждане на императрица Екатерина II, която е направила същото и с първия си внук. Тя кръщава втория си внук с името Константин, тъй като планира той да заеме престола в Константинопол след възстановяването на Византия посредством т.нар. гръцки проект. Лично императрицата се заема с възпитанието и образованието на малкия Константин, като го поверява на доверени възпитатели.
Константин израства като буйно, мрачно и твърдоглаво момче, силно привързано към военното дело. Когато той навършва шестнадесет години, Екатерина II му избира за съпруга германската принцеса Юлияна Сакс-Кобург Заалфелд (тя приема името Анна Фьодоровна), за която Константин се жени на 26 февруари 1796 г. в Петербург. Бракът им обаче се оказва пълен провал. Великият княз, който е грубо и неузряло момче, постоянно прави жена си нещастна. През 1799 г. Анна Фьодоровна напуска Константин и се завръща в родната си Германия. Малко след това тя се връща в Русия и двамата правят неуспешен опит да се съберат отново. Окончателно Константин и Анна Фьодоровна се разделят през 1801.
През 1799 г. Павел, който междувременно се възкачва на руския престол като император Павел I, издава манифест, с който Константин е обявен официално за наследник на бездетния Александър и получава титлата цесаревич, която по традиция носи единствено наследникът на руската корона. След като Павел I е детрониран и убит през 1801 г., на престола се възкачва по-големият брат на Константин – император Александър I. Великият княз Константин е наследник на руския престол през целия период на управление на бездетния Александър I в съответствие с манифеста от 1799 г.

## Военна кариера
След смъртта на баща си, Константин води разгулен ергенски живот. Той никога не се опитва да подсигури възкачването си на престола и постоянно страни от политическия живот, отдавайки се изцяло на военна кариера.
По време на битката при Аустерлиц през 1805 г. великият княз Константин Павлович командва гвардейските резерви на руската армия. Той участва в Отечествената война от 1812 г. и в похода на руската армия към Париж. Константин се отличава в битката при Лайпциг през 1813 г. като командир на резервните части, които са хвърлени в боя.
През 1815 г. той е назначен за командир на полските армии. След като му е оказана тази чест, той се установява във Варшава и става наместник на брат си в образуваното след Виенския конгрес Полско царство, като нареждането му е да милитаризира и дисциплинира Полша. Това фактически го прави вицекрал на Полша, въпреки че такава титла не му е връчена.
Опитите на Константин да засили правомощията на тайната полиция в Полша и да задуши полското патриотично движение предизвикват силното недоволство на подчинените му. Константин Павлович подлага на преследване полската либерална опозиция, заменя поляците на ключови постове в местната администрация и армия с руснаци и често оскърбява и унижава своите подчинени, което довежда до конфликт с офицерския корпус. Нарушенията на полската конституция, с които Константин се гордее, предизвикват разрив между него и полския сейм, в който дотогава преобладават поддръжници на персоналната уния с Русия. В Полша Константин е смятан за жесток тиранин и е еднакво мразен както от военните, така и от цивилното население.

## Втори брак и отказ от престола
След 19 години раздяла бракът на Константин и Анна официално е анулиран на 20 март 1820 г. Два месеца по-късно, на 27 май 1820 г., Константин сключва морганатичен брак с полската графиня Йоана Груджинска. Законите на руското престолонаследие обаче не толерират брак между наследници на руския престол с лица от по-нисък аристократичен статус и изключват децата, родени от такива бракове, от линията на унаследяване на руския престол. Това обаче не лишава Константин от правото да наследи брат си на престола.
През 1823 г. великият княз Константин официално се отказва от правата си върху руския престол поради липса на какъвто и да е политически опит и желание да се нагърбва с тежката задача да управлява Руската империя. На 28 август 1823 г. този доброволен отказ е оформен официално и като императорски манифест на Александър I, който трябвало да бъде обявен след смъртта на императора. По силата на това решение наследник на престола става по-малкият брат на Александър и Константин – Николай Павлович.
Император Александър I умира на 1 декември 1825 г. в Таганрог. След смъртта му скритият дотогава манифест от 1823 г. излиза наяве. Въпреки това болшинството от Държавния съвет и самият Николай Павлович смятат за невъзможно да изпълнят манифеста, страхувайки се, че по този начин ще създадат опасен юридически прецедент, какъвто виждат в изпълнението на посмъртното, необсъдено и неоповестено приживе желание на един покоен император. Така те се заклеват във вярност на новия император Константин I Павлович, след което клетва полага и армията, а монетният двор отсича монета с образа на Константин – т. нар. константиновска рубла. Константин Павлович, който по това време се намира във Варшава, настоява за изпълнението на манифеста и повторно се отрича от престола. Така на 25 декември 1825 г. Николай Павлович официално се провъзгласява за император на Русия. Официалото мнение е, че Константин Павлович никога не заемал руския престол, а денят на възкачването на Николай I е обявен за последен ден от управлението на император Александър I. На другия ден (26 декември 1825 г.) избухва въстанието на декабристите, формален повод за което е отказът да се признае властта на Николай I и желанието да се защити „законния“ руски император Константин I.
След отказа от престола Константин до края на живота си продължава да се титулува цезаревич, въпреки че е заличен от листата на престолонаследниците, начело на която застава най-малкият син на Павел I – Михаил Павлович. Константин Павлович остава в Полша до Ноемврийското въстание от 1830, когато той и жена му са принудени да напуснат страната.
Великият княз Константин Павлович умира от холера на 2 юни 1831 г. във Витебск.

## Деца
Михаил Павлович има две извънбрачни деца:
- Павел Константинович Александров, получил като фамилия името на Александър I, а герб на фамилията Александрови е половин двуглав орел.
- Константин Иванович Константинов.

Двамата синове на Константин Павлович са генерали от руската армия.